# Hitoshi Ashida
Hitoshi Ashida (jap. 芦田 均 Ashida Hitoshi; ur. 15 listopada 1887 w Fukuchiyamie w prefekturze Kioto, zm. 20 czerwca 1959 w Tokio) – japoński polityk, premier.

## Życiorys
W latach 1947–1948 był ministrem spraw zagranicznych. Od marca 1948 do października 1948 roku był premierem. Z funkcji premiera ustąpił w wyniku tzw. afery Showa-Denko.